# Saint-Gervais-sur-Mare
Saint-Gervais-sur-Mare là một xã thuộc tỉnh Hérault trong vùng Occitanie phía nam nước Pháp.